# 溫徹斯特M1901槓桿式霰彈槍
溫徹斯特M1901（英語：Winchester Model（M） 1901）是一款由美国溫徹斯特連發武器公司所生產的槓桿式散彈槍，是溫徹斯特M1887槓桿式霰彈槍發射無煙火藥型10鉛徑霰彈的版本。

## 設計
在19世紀中後期推出的霰彈槍仍然發射使用黑火藥作為推進劑的散彈藥筒，故溫徹斯特M1887也同樣只能發射使用黑火藥的12鉛徑霰彈，不久亦提供了發射10鉛徑霰彈的版本。後來，溫徹斯特公司很快就意識到，溫徹斯特M1887的槍管強度並不足以承受無煙火藥型霰彈藥筒的膛壓。為此，他們委託白朗寧重新設計出適應無煙火藥的1887型，得出來的結果就是溫徹斯特M1901，不過該槍只能發射使用無煙火药的10鉛徑霰彈，並沒有提供無煙火藥版12鉛徑型。原因是溫徹斯特不想威脅到M1897泵動式散彈槍的銷量。於是M1901和M1897同時一度成為了溫徹斯特公司最暢銷的霰彈槍。
和溫徹斯特M1887一樣，由於市場對於槓桿式操作霰彈槍的興趣已經大大減少，尤其在溫徹斯特M1897和其他當代的泵動霰彈獵槍推出了以後。溫徹斯特M1901在1920年停止生產之前的產量達到79,455枝。

## 流行文化

### 電影
- 2009年—《頭號公敵》：由聯邦調查局特工查爾斯·文斯蒂德所使用。

## 外部連結
- （英文）—SecurityArms.Com （页面存档备份，存于）
- （简体中文）—D Boy Gun World（槍炮世界）—温彻斯特1887型杠杆连发霰弹枪 （页面存档备份，存于）